# Erilophodes toddi
Erilophodes toddi là một loài bướm đêm trong họ Geometridae.